# Adhémar de Guilloutet
Adhémar, Joseph, Louis de Guilloutet, né le 6 avril 1819 à Port-Sainte-Marie (Lot-et-Garonne) et mort le 10 novembre 1902 à Lubbon (Landes), est un homme politique français.

## Présentation
Louis, Adhemar, marquis de Guilloutet, est propriétaire terrien, président de la Société d'Agriculture des Landes, maire de sa commune, conseiller général et député des Landes. 

### Famille
Louis, Adhemar, marquis de Guilloutet est le fils de Marc Antoine de Guilloutet (1777-1861) et de Lucile Eschassériaux (1798-1874), fille du baron d'Empire Joseph Eschassériaux. Sa grand-mère maternelle, Louise Françoise Monge (1779-1874) est la fille du mathématicien Gaspard Monge, comte de Péluse, .
Adhémar de Guilloutet épouse en 1843 Caroline Eschassériaux (1822-1883). Le couple a deux enfants :
- un fils, Camille de Guilloutet (1843-1899), marié en 1870 avec Valentine Délard (1848-1896)
- une fille, Louise de Guilloutet (1846-1909), mariée avec Albert Peyrebère (mort en 1911)[2].

### Agriculture
Il est président de la Société d'Agriculture des Landes et à ce titre, la représente au sein de l'Association des Agriculteurs de France, qui a pour président le marquis Élie de Dampierre, son adversaire malheureux lors des élections législatives de 1876.

### Carrière politique
Il est maire de Parleboscq pendant plus de cinq décennies et conseiller général du canton de Gabarret de 1857 à 1895. Elu député en juin 1863, il est en 1866-67 secrétaire du Corps législatif. Réélu en 1869, il démissionne de ses fonctions à la chute de du Second Empire. Il se consacre alors à la gestion de ses propriétés agricoles et des nombreuses sociétés de bienfaisance auxquelles il appartient. Bonapartiste convaincu, il se présente aux élections législatives de 1876 avec le groupe Appel au peuple et se fait élire député. Réélu aux élections législatives de 1877, il fait partie des députés dont l'élection est invalidée le 19 décembre 1885. Après un échec en 1886, il se représente avec succès en septembre 1889 et reste député jusqu'en 1893,  battu par Étienne Dejean.

### Propriétaire foncier
Propriétaire du château de Lacaze en 1844 situé sur la de Parleboscq, commune dont il est maire pendant plus de 50 ans. Après le décès de Joseph Dominique Papin, il rachète le 1er août 1862 l'hôtel Papin situé rue Armand-Dulamon à Mont-de-Marsan et dans lequel l'empereur Napoléon Ier a séjourné en 1808.